# アークザラッドIII
『アークザラッドIII』（Arc The Lad III）は、アーク・エンタテインメント（Arc Entertainment）&ダイナマイト制作のシミュレーションRPG。PlayStation専用ソフトとして、ソニー・コンピュータエンタテインメントから1999年10月28日に発売された。アークザラッドシリーズの第3作目となる。略称はアーク3。

## 概要
本来、アークザラッドシリーズは『II』で完結する予定であったが、人気の高さから急遽製作された経緯を持つ作品。前作までの登場人物も戦闘のパーティキャラやイベントキャラとして一部を除き登場するが、メインのキャラクターは一新されている。前作までを開発したジークラフト（本作の時点でスクウェアに吸収済）は関わっていないが、音楽はこれまでのシリーズ作品と同様、T-SQUAREの安藤まさひろが担当している。
前作のギルドシステムをよりゲームシステムに沿う形で改善し、ギルド仕事によってストーリーが進行する。またステータスのパラメータ管理や、アイテムのソート、管理システムなどが前作までより大幅に改善されており、よりプレイヤーに理解しやすい形式となった。
過去のシリーズ作品と異なり、主人公たちに最初から使命が課せられていたり重い過去を背負っているわけではなく、主人公たち自身が世界を旅し成長していくことで大きな運命に挑んでいくストーリー展開が描かれる。世界観も前作までは巨悪や人間の傲慢さによって滅亡の危機に瀕している深刻なものだったが、今作では前作の出来事で一度崩壊し、巨悪も全て滅んだ復興中の世界が舞台となっている。これらに伴い、前二作よりも明るい作風となっている。
Android/iOS用アプリ『アークザラッド R』も『II』の続編だが、ある理由により『II』から分岐したパラレルワールドが舞台であり、本作以降とは世界観や設定、ストーリー展開が全く異なっている。

## あらすじ
世界は突然、引き裂かれた。様々な災害が全世界を襲い、多くの命が失われ、国々は消滅し、世界の地形すらも変わってしまった。この「大災害」と呼ばれた惨劇から3年。世界にはその爪痕が根深く残りつつも、生き伸びた人々は懸命に復興に取り組み、少しずつではあるが世界は息を吹き返しつつあった。エテル島のサシャ村で暮らす少年・アレクもどこかの街で大災害に巻き込まれ危機に瀕したが、偶然通りかかったハンターに助けられた。以来、大災害以前の記憶は失ったがハンターに助けられたことだけは決して忘れなかったアレクは、成長するにつれてハンターという職業に強い憧れを持つようになっていった。

### Disc1
ある日、サシャ村が強盗団に襲われ危機に瀕してしまう。村が好き放題にされているのに自分たちの力ではどうしようもできず、悔しがるアレクと彼の幼馴染のルッツを見かねた村長は、ギルドへ行きハンターに強盗の撃退を依頼してくるよう指示。ルッツの姉が強盗たちの気を引いている隙に、依頼金を手に彼らはギルドのある街･イティオへ急いだ。イティオに着いた二人はギルドに依頼し、請け負ったハンターのリーグルは瞬く間に強盗団をねじ伏せる。その強さと人々を助ける姿に惚れ込んだアレクはハンターになることを決意。ハンターなら海を越える機会もあり、世界中の珍しいお宝に出会えると考えたルッツも同行し、二人はサシャ村を旅立った。
アレクはギルドでハンターになりたい旨を伝えるが、若さを理由に軽くあしらわれる。しかしその熱意に根負けした職員は登録試験を受けることを許可する。試験内容は、滝の洞窟の奥にある「精霊の夢」という水晶の欠片を取ってくることだった。試験官となったハンターのテンガロンに力を示し、アレクは晴れてハンターとなる。新米ハンターとして小さな仕事をコツコツとこなすアレクだったが、幸運にも海を渡る仕事はすぐに舞い込んだ。旅の音楽家に間違えて持たせたモンスターの卵を回収するという仕事であり、二人は憧れの外への世界へと旅立つ。フォレスタモールにあるリノの町に着いた二人は件の音楽家であるポコを発見するが、卵からはモンスターの赤子が生まれてしまう。仕方なく卵を預ける予定だったモンスター協会に連れていくと、モンスターをカード化する「カーディスト」に憧れる少年テオと出会う。テオはアレクがその若さでハンターをやっていることから自身もカーディストになるべく「大地の傷跡」へと一人向かい、迷子になる。捜索依頼を受けたアレクは道中、科学による世界復興を目指す組織「アカデミー」に所属するシャロンという女性が、機械の力でモンスターを撃退する様を目撃する。その後、アレクはテオを保護するが、同時にテオは試練を突破してカーディストとなった。行方不明の母を探したいというテオを仲間に加え、フォレスタモールにていくつもの依頼をこなしていくアレク一行。やがて、ある依頼で回収した謎の機械を北スラートにあるアイテム協会へ鑑定に出すという依頼を受け、以前モンスターの赤子を引き取ってもらったシスター・リーザの協力もあり、三人はモンスター「飛炎」の力で北スラートへと飛ぶ。
北スラートは復興がまるで進んでいない荒廃した地であり、人々の心は荒み、都市ギスレムでは犯罪が蔓延っていた。アレク一行は心を閉ざして銃のみを信じる少女シェリルと出会い、ギスレムで活動を続けるうちに彼女と何度か関わりを持つ。一方、世界復興を目指しているはずのアカデミーがギスレムで人攫いのようなことをしていたりと、怪しい動きも見せるようになる。アイテム協会から、南スラートの闇市で合成品を売り出したいという依頼を受けた一行は、ウェポン協会代表となったシェリルと共に南スラートのテスタに向かう。砂漠地帯のテスタでは「水の珠」という秘宝から湧き出す水で暮らしており、トッシュ率いるトッシュ組がそれを守っていた。依頼完了後、まだ「仲間」というものを完全には信じ切れないシェリルは離脱しようとするが、直後の事件を機にもうしばらく同行を決める。テスタに拠点を移して活動していた一行だが、やがてアカデミーが水の珠を強奪。アカデミー側の用心棒として現れたのはトッシュの親友シュウだった。トッシュはシュウの真意を確かめ、水の珠を取り戻すべくアレク一行と共にロマリアの巨大戦艦跡に乗り込む。実はシュウは最初からアカデミーの内情を探るべく潜入していたのだが、組織のトップが現れないことを知ると水の珠を自ら取り戻してトッシュへと返す。そしてアレク一行にアカデミーの動向に気を付けるように告げて去って行った。彼らの信頼関係を目の当たりにしたシェリルは改めてアレクの仲間になるのだった。
協会の資料をペイサスの大図書館に届ける依頼を受けた一行は、かつてグレイシーヌと呼ばれた国・ジハータへと渡る。ペイサスでは、ハンターのティクバがラマダ寺から「治水の書」という書物を盗み出したとして騒ぎになっており、ギルドの信頼を賭けて全ハンターにティクバ捕縛指令が出されていた。アレク一行は魔法都市ルーサにてティクバの幼馴染の魔術師マーシアと出会い、ティクバを追うべく行動を共にする。最終的に治水の書はアカデミー指導者の「教授」の手に渡るが、利用されていただけのティクバはあっさり切り捨てられ、怒りに燃えたマーシアとアレク一行は戦いを挑むが、戦闘警備部門統括のガルドに足止めされて教授を逃してしまう。マーシアを加えた一行はアカデミーの影に注意しつつ仕事をこなしていき、やがてラマダ大僧正代理のイーガからの密命でパルテへと渡る。パルテにあるパルトスの街に活動拠点を移し、教授の同期であった科学者リシャルト、その弟で凄腕の剣士であるヴェルハルト、元武闘大会の王者グルガ、大富豪ロシュフォール家の令嬢アンリエッタなどと関わりを持っていく。すると、今度は武闘大会の優勝賞品に埋め込まれた「波動石」がアカデミーに狙われていることが判明し、アレクは確保のために大会に出場。ヴェルハルトを破って優勝するも、ヴェルハルトは賞品を奪って逃走した。実はリシャルトがアカデミーに拉致されており、兄の命を盾に脅迫されていたのだった。しかしリシャルトは身の危険も顧みず波動石を装置から叩き落として妨害し、研究本部長のセヴィルに斬殺される。一行は波動石を回収し、己を恥じて兄の仇討ちに燃えるヴェルハルトを仲間に迎えた。
一行はギルド本部よりアカデミーの本拠地を探るという大仕事を依頼される。その場所はかつて超大国ロマリアが存在したラグナークであり、そこに向かうべく水陸両用船「ホバークラフト」を託される。カリオテの洞窟に隠されていたホバークラフトを起動させた一行は災厄の地ラグナークへと向かうのだった。

### Disc2
ラグナークへと到達した一行は科学者に変装し、本部と思われるビルを探る。しかしそこも支部に過ぎず、リシャルトの件でアカデミーへの信頼が揺らいだシャロンが教授を説得するべく本部を目指していた。一行はその後を追う形で大陸奥地へと抜け、真の本部ビルへと乗り込む。最上階ではテオの母が無理矢理開発させられた改造モンスター「フィアークリムゾン」が待ち受け、セヴィルはテオの母を殺したのもこのモンスターだと告げる。怒るテオをはじめ、一行はフィアークリムゾンを倒すも爆発に巻き込まれそうになる。その一行を救ったのは、アカデミーの計画を阻止するべく乗り込んでいた炎使いのエルクだった。一行に追い詰められた教授はシャロンを人質に自身の思想を高らかに語る。彼は大災害を引き起こした元凶「超エネルギー」を復活させて制御し、一気に世界復興を成し遂げようとしていた。そして各地で奪った成果から湖の水を干上がらせ、旧ロマリア首都の跡地を顕にする。そこにはかつての最終決戦の地、ロマリア空中城が横たわっており、教授はそれを再び浮上させる。エルクは超エネルギーの正体が邪悪な魔王「闇黒の支配者」であり、仲間だったアークの自己犠牲によって封印されたと語る。もしまた闇黒の支配者が復活し、二度目の大災害でも起きようものなら今度こそ世界は滅びる。エルクは湖底に残っていたかつての愛船「ヒエン」を空中城へ向かうべく修理し、アレク一行に闇黒の支配者の再封印法を探ることを託す。自身がロマリア出身である事実を思い出したアレクは3年前の惨状に改めて戦慄し、大災害再来の阻止を強く決意するのだった。
ギルド本部に戻った一行は七勇者の生き残りである大魔導師ゴーゲンを訪ねて闇黒の支配者の封印方法を聞くが、聖櫃が失われた今ではそれは不可能だという。しかし一行は聖櫃を新しく作れないのかと訊ね、ゴーゲンは材料となる「永遠の炎」「不変の氷」「久遠の大樹」「不滅の鋼」の存在を教える。それらは現存するかすらも不明だが、探す価値はあると一行は捜索を開始。ギルド本部の協力で世界中から情報を集める。
パルテにて最強の称号を求め続ける「いにしえの剣士」の魂を、真の強さに気付いたヴェルハルトが打ち破り、不滅の鋼を入手。フォレスタモールではモンスターの助力を得たテオが久遠の大樹を復活させ、その枝を手に入れる。ジハータではマーシアがコンプレックスを乗り越え、ラマダ僧となったティクバの協力もあって最強術「ギガ・プラズマ」を会得し、永久氷壁を破壊して不変の氷を取得。南スラートでは、以前運んだ謎の機械の正体・ヂークベックの協力と、ルッツとシェリルの連携プレイによって永遠の炎を手に入れた。そして再びやってきた滝の洞窟にある精霊の夢の中でアレクは五大精霊、勇者アーク、聖母ククルと対面。世界の希望として、新たな聖櫃を授かる。
エルクと合流した一行は、修復が完了したヒエンで空中城へと乗り込む。立ちはだかったガルド、セヴィルを倒し、最奥部へと乗り込むと、既に闇黒の支配者の復活準備は整っていた。アークの封印は破られ、闇黒の支配者が復活し、教授は自分の所業が間違っていたことを思い知る。しかし頼みの聖櫃は何の効力も発揮せず、エルクも負傷して万事休すと思われた時、シャロンと教授が防御装置を起動する。シールドに阻まれ、エルクの一撃を受けた闇黒の支配者は後退し、後を託されたアレク一行は最後の戦いを挑む。激闘の末、彼らの力を認めた闇黒の支配者は世界復興への協力を提案する。しかしアレク一行全員がそれを拒み、その意志力に呼応して目覚めた聖櫃は闇黒の支配者を封印したのだった。二度目の大災害は阻止され、世界は救われた。教授とシャロンは贖罪を決意し、アレク一行はまだまだ自分たちがやるべきことはたくさんあると自覚する。そして手を合わせた一行は不思議な力によって地上へと転送された。
彼らはそれぞれのやり方で世界復興に尽力するべく、帰るべき場所へと帰っていく。アレクとルッツも一旦サシャ村に戻るが、アレクはハンターとして人を助けるために旅を続けるのだった。

## システム

### 戦闘システム
基本的なルールは変わらないが、武器熟練度、特殊能力のレベル指定、チャージ、仲間モンスター、追加特殊能力など『II』のシステムはいくつか廃止され、『I』に近いシンプルなシステムとなった。パーティメンバーは新規キャラ7人、前作からの続投キャラ3人の合計10人だが、新規キャラの7人目は条件が必要な任意加入、続投キャラ3人はいずれも期間限定のスポット参戦となるため、基本は6人を最大としてストーリーが進行する。戦闘参加人数は4人まで。
熟練度の他にもジャンプレベル、投げレベル、受けレベル、反撃レベル、アイテムレベルといった各種レベルは廃止された。ジャンプレベルが無いため最初から障害物や他ユニットを飛び越せるが、飛んでいる敵や背の高い敵はどうやっても飛び越せなくなった。反撃は近接武器（剣、杖、大剣）を装備したキャラが相手の素早さを上回っている場合のみ時折発動する。また、反撃で敵を倒しても経験値は得られなくなった。アイテムは規定の範囲内で対象を選ぶのみであり、投げ返されることもない。装備品は投げられなくなった。アイテムレベルも無いため装備品も使い続けても性能は変わらない。
特殊能力は前作までと異なり、範囲中央でなくとも範囲内に対象が入っていれば発動可能になった。『I』同様、特殊能力のレベルは現時点の最大で固定だが、レベルが上がっても消費MPは変わらなくなった。
武器は剣、ナイフ、槍、銃、杖、大剣が存在するが、今作ではキャラ毎の得意武器は1種類のみで、それ以外は装備できない。ただし、主人公のアレクのみはほぼ全種類の武器を装備可能。よって、アレク以外は装備不可の剣は実質アレク専用装備となる（スポット参戦のキャラの専用装備としては別の剣も登場する）。
前作では武器以外の装備品は特に分別されておらず各キャラクター2つまで自由に付けられたが、今作では防具とアクセサリーに分類された。消費アイテムの装備も不可能になった。
持ち物制限は無くなり、宿屋にアイテムを預けることも可能になった。アイテムの名前は特定の貴重品を合成した場合にのみ設定可能。
前作ではダンジョン内の敵は、一部のマップを除いて一度全滅させればダンジョンを出ない限り復活しなかったが、今作では部屋を出入りすると復活する。また、前作では敵を全滅させず部屋を通り抜けることも可能だったが、今作では戦闘中は入ってきた入り口からしか出られないので撤退は可能だが通り抜けは不可能になった。
前作までは敵はモンスターのみであったが、今作では生身の人間や無人兵器も多数登場する。ボスキャラクターは1体のユニットが複数マスを占有する場合もある（前作ではどんなに巨大な見た目でも1ユニットは1マス分だった）。また、ボスの残り体力やパラメーターは見られなくなった。
戦闘不能からの復帰アイテム「復活の薬」は前作では店でいくらでも買えたが、今作では貴重な非売品になった。

### 新システム
コンバート
前作と同様、『アークザラッドII』のセーブデータをコンバートすることができる。ただし、対象となるのは前作の最終セーブポイントのデータのみ。コンバートを行った場合、前作からの登場キャラクターのステータスが強化されるほか、レアアイテムが手に入りやすくなるといったメリットが発生する。前作データのレベルが50以上の場合、今作でLVを含めた全てのステータスが10加算され、前作データがレベル100以上で20加算となっている。前作に登場したアクセサリーの一部はダンジョンの浅い階層で手に入るようになる。消費アイテムは前作で所持していた種類の一部をチョンガラから貰え、中にはバージョンアップするものもある。
ギルド仕事
前作から引き続きの登場だが、本作では、前作のギルド仕事がメインストーリーに組み込まれており、ストーリーを進行する上で最低限のギルド仕事をこなす必要がある。序盤でハンターの試験に合格した後、各地のギルドで依頼を受けることができる。内容はお使い程度からバトルが発生するものまで様々。ミニゲームのような内容もある。仕事数は必須のもの、任意のもの全て合計すると102に及ぶ。
物語性が薄く主人公側が無言になるケースも多かった前作と違い、全ての仕事で主人公一行が依頼人や関係者と会話をしてストーリーが展開する。異なった依頼に関連性があったり、登場人物が複数の依頼に跨って登場するなどの依頼間の繋がりはより密接に盛り込まれている。
仕事に成功すれば報酬やギルドポイントがもらえる。場合によっては失敗したり、小成功になる場合もある。いくつかの依頼を消化すると、シナリオの進行に関わる重要な依頼が発生する。依頼は複数同時に引き受けることも可能だが、シナリオの進行に関わるような依頼を引き受けた場合、他の依頼を強制的に放棄させられることもある。
前作に続いて手配モンスターも登場するが、手配書には名前と賞金、出現場所以外にもどのような悪事を行なったのかが詳細に書かれている。
合成
各地にある「アイテム協会」「ウエポン協会」で行えるシステム。アイテムを合成し、新しいアイテムを作り出すことができる。前者は消費アイテムやアクセサリー、後者は武器を扱う。選択可能なのは「合成」と「実験」で、「合成」は既に発見済みの組み合わせから手持ちのアイテムで合成を行う。「実験」は最大6つまで材料となる武器やアイテムを自由に選択し、新しい組み合わせを発見する。新規で合成の組み合わせを発見した場合はリストに登録され、次回からはリストから直接合成できるようになるが、適切ではない組み合わせだった場合は「なまくらの剣」「ヤバめの薬草」などの実用性がほとんどない失敗作ができる。
闇雲に合成しても失敗してしまうため、ゲーム中で得られる情報などを頼りに計画的に合成していくことが必要。また、実験では組み合わせは合っていても作れない武器やアイテムが存在し、その場合はどこかでレシピを入手しなければならない。
モンスターカード
モンスターをカード化したもの。テオが覚える「カーディッシュ」という特殊能力を使い、モンスターをカードに変える。カードは戦闘中に「アタッカード」として使用可能で、使うとモンスターに応じた効果が特殊演出と共に発動する。一度使うとカードは無くなる。モンスターによってカード化の成功率が異なり、テオのレベルや一部の装備品も影響する。機械も対象だが、人間やボスなどはカード化されない。何に対しても使えてしまった前作のラヴィッシュと異なり、対象外の敵にはそもそも使えなくなった。
回復
前作では戦闘中以外には特殊能力は使えず、非戦闘時の回復はアイテムに頼らざるを得なかったが、今作では回復という項目がメニューに追加され、いつでも特殊能力で回復が行えるようになった。対象の術者はキュアを習得するアレクとシェリルのみ。
デンジャードーム
ギスレムにある闘技場。内部にいる荒くれ者とアイテムや武具を賭けて1対1で戦い、買った方が相手の提示したアイテムを受け取れるという仕組み。相手が提示してくるアイテムはこちらから提示したアイテムに応じて変わる。しかしあまりに貴重な品や役に立たない物では断られる。対戦相手は訪れる度にランダムで代わり、こちらのレベルに応じて強さも変わる。
協会
各地の町に存在する施設。「アイテム協会」「ウエポン協会」「モンスター協会」がある。「アイテム協会」と「ウエポン協会」では前述の合成が行え、また、有料で合成情報も教えてもらえる。「モンスター協会」では有料でモンスター情報がもらえ、中にいる者とモンスターカードのトレードが行える。いずれの協会にも、それまで発見した合成のリストや遭遇したモンスターの一覧など、それぞれの分野に応じた図鑑が参照可能。
闇市
テスタに存在する市場。かつての名残で闇市と呼ばれているが、現在では公共の管理事務所に登録した上で開業するという合法的なものである。武器、防具、アイテム、アクセサリー、銀製品などの専門店が並ぶ。それぞれの店のラインナップはストーリーが進むと変化し、掘り出し物として貴重品が売り出される場合がある。
カジノ
パンディラにある大型カジノ。スロット、神経衰弱、ポーカー、双六などの各種ミニゲームが遊べる。獲得したチップは貴重なアイテムと交換可能で、ストーリーが進むとより珍しいアイテムが追加される。
ちょこと遊ぼっ!
PocketStationで遊べるミニゲーム。各地の召喚の壷を調べることでちょこを呼び出し、様々なミニゲームを行ってちょこを育成することができる。十分に育てたらアイテムを探しに行かせることができるが、一度探索を終えると育てた能力値が全て0に戻ってしまう。見つけてくるアイテムはちょこの能力によって変わり、特に意味の無いガラクタの場合もあるが、本編ではなかなか手に入らないレアアイテムも多い。前作で覚醒させている状態のデータをコンバートするとタイトル画面でちょこが覚醒する演出が入り、アイテム探しも覚醒した状態で行う。
PocketStation用ゲームではあるが、本編中でもテレビ画面に映す形でPocketStationが無くともプレイ可能となっている。この場合は前作と同じちょこの音声が流れる。ただし、アイテム発見率を成長させられるミニゲームは通信対戦である関係上、遊べなくなっている。
二周目
エンディング後、「THE END」と表示された画面でスタートボタンを押し、タイトル画面に戻った所でニューゲームを選択するとクリア時の能力とギルドポイントを引き継いでプレイできる。しかし、キャラに装備させていた物以外のアイテムは失われ、既に開けた宝箱については最初から空になっているため、アイテムの入手に弊害が生じる。また、マーシアがイベントで習得する特殊能力「ギガ・プラズマ」を二つ覚えてしまう。
best版では、宝箱は再配置され中身もあるが「強力火薬」が所持アイテム欄に表示されないなど完全に改善はされていない。ギガ・プラズマに関しては改善されている。
その他
前作では移動中に操作キャラクターを自由に変えられたが今作では不可能になり、基本的に主人公のアレクのみを操作する。特定のギルド仕事では他のキャラクターを操作する機会もある。

## 登場人物

### パーティーキャラ
アレク
声 - 岩永哲哉
誕生日：5月14日 年齢：14歳 身長：165cm 体重：54kg 血液型：A型 出身地：ロマリア 瞳の色：ダークブラウン
主人公。「大災害」の折、ハンターに助けられたことにより、憧れを抱き、自らもハンターの道を歩む。正義感が強く優しい性格の少年。ハンターとしての志は誰よりも強く、人を助けるためならどんな小さな依頼にも積極的に取り組む。それ故に非常識な依頼人に振り回されることもしばしば。
実は大災害以前はロマリアの首都に住んでおり、空中城の爆発による火災で命を落としかけた所をハンターに救われ、サシャ村に送られた。大災害以前の記憶は殆どなく、自分の出身地はおろかロマリアという国名すら覚えておらず辛うじて「高い壁に囲まれた街」を覚えている程度である。
ほぼ全ての武具が装備可能で、剣は彼しか装備できない。基本能力は全体的に高く、加えて修得する回復・攻撃魔法のバランスがいい。
特殊能力（キュア、フォースリング サイレント リザレクション、インパルスボム、ディバイト、クリスタルダスト、ブレインブラスト）

ルッツ・カネック
声 - 上田祐司
誕生日：11月28日 年齢：14歳 身長：170cm 体重：53kg 血液型:B型 出身地：エテル島・サシャ村 瞳の色：モスグリーン
アレクの幼馴染。アイテムが大好きであり、世界中のアイテムが見られるという理由でアレクに同行する。せっかちでお調子者な性格のため、彼の行動が仲間を危険に招くことが多いが、彼の機転で物語が進むこともある。
武器は投げナイフ。素早さが高く、「盗む」で敵のアイテムを奪取できたり、「フェイタルダガー」で敵のHPを激減させることができる。
特殊能力（ナイフレイン、盗む、リフレッシュ、フェイタルダガー、マジックシールド、イクサイトメント、サイレント）

テオ・ミル・ラケル
声 - 渕崎ゆり子
誕生日：6月11日 年齢：10歳 身長：130cm 体重：27kg 血液型:O型 出身地：フォレスタモール 瞳の色：ダークブラウン
モンスターをカード化できる「カーディスト」を目指す少年。優秀なカーディストであった母への憧れから、物語序盤にアレクたちの協力で自らもカーディストになる。謎の集団に連行された母を探すためにもアレクたちに同行を申し出、養親である局長からも「連れて行って欲しい」と頼まれるが、アレクは「連れて行く」のではなく「一緒に旅をしたい仲間」だと返し、テオを仲間に加えた。素直で人なつっこい性格。年の割にはしっかり者で、ルッツとシェリルのケンカの仲裁役である。普段は槍を布に包んで持ち歩いている。
武器は槍。HPや防御は低いが、「カーディッシュ」で敵をカード化し「アタッカード」により強力な全体攻撃ができる。
特殊能力（カーディッシュ、ガードフィールド、ロブマインド、クロスジャベリン、ディバイド）

シェリル・レッド
声 - 西村ちなみ
誕生日：11月12日 年齢：14歳 身長：157cm 体重：40kg 血液型:B型 出身地：北スラート・ギスレム 瞳の色：レッドブラウン
北スラートで最初に出会う少女。唯一の肉親である父親を「大災害」で失ってから、荒廃したギスレムで一人で生きてきた。それ故に心はすっかり閉ざされ、銃のみを信じて生きてきたが、アレクと出会ってから徐々に心を開いていく。何度かアレクたちと会った後、ある依頼にてウェポン協会の代表として一時的にアレクたちと同行。当初は依頼が終わったら別れるつもりだったが、水の珠の事件を経てアレクたちを「始めての仲間」と認識し、以降も旅に加わる（アレクは最初からそのつもりだった）。男勝りな性格で、スラム育ちで、自立心の強い性格ゆえ他人の我儘に対しては手厳しく、ルッツやヴェルハルトに対しても容赦無い。
銃により遠距離・広範囲に攻撃できる。また回復魔法や補助魔法も少し使える。
特殊能力（ナパームエッジ、ダブルイリュージョン、キュア、リフレッシュ、ナイトレイド、ダークアウト、ロブマインド）

マーシア・アクイ・クォーツ
声 - 池澤春菜
誕生日：9月10日 年齢：16歳 身長：160cm 体重：48kg 血液型:AB型 出身地：ジハータ・ペイサス 瞳の色：ダークブラウン
ルーサの魔術学院一の魔導師。幼馴染のティクバを止めるためにアレクらと同行し、彼を利用したアカデミーを壊滅させるべく共に旅に出る。知的で落ち着いた性格だがやや世間知らず。
武器は杖。初期レベルは低くHPは低め。しかしレベルが上がることで魔力が上昇すると、広範囲の敵に対して強力な戦力となる。
特殊能力（ヒートシェル、ウォータースクランブル、ランドアクス、エアブラスト、ライトアロー、ダークエクストリーム、リザレクション、ギガ・プラズマ）

ヴェルハルト・バラッグ
声 - 三木眞一郎
誕生日：1月9日 年齢：17歳 身長：175cm 体重：63kg 血液型:AB型 出身地：パルテ 瞳の色：ブルー
パルテ随一の剣の技術を持つ剣豪。強さに執着し、ストイックに力を求め続ける。唯一の肉親であるリシャルトをアカデミーに拉致されたこよで彼らに従わざるを得なくなり、ある事件を起こす。その後、リシャルトが殺害されたことで、自分の求める力の意義に疑問を感じ始め、仇を討つためにもアレクたちに同行する。無口で無愛想だが、兄のことに関してだけは感情を露にする家族思いの性格。一方でサブイベントのギルド仕事ではマーシアに気があるような素振りを何度も見せたり、天然ボケのような発言をしたりと茶目っ気のある姿も度々描かれる。
武器は大剣。HP・攻撃力共に高く接近戦を得意とする。また「Ω・BUSTER」はHPの調節を上手く行えば一撃必殺の威力を叩き出すことができる。
特殊能力（Ω・BUSTER、Ω・BREAKER、Ω・BURST、MU・SO・U）

アンリエッタ・ロシュフォール
声 - 松井菜桜子
誕生日：8月18日 年齢：15歳（作中誕生日を迎えている） 身長：155cm 体重：不明 血液型:O型 出身地：パルテ
高名なロシュフォール財閥の令嬢。良く言えば自由奔放、悪く言えば勝手気ままな性格で、いつも周囲を困らせている。しかしそれはいつも多忙で自分に構ってくれない父親に対する寂しさの表れでもある。ある依頼でアレクがロシュフォール家を訪れて以来、アレクに興味を抱き、様々な依頼を出して彼を度々屋敷に呼んだり、別の依頼でアレクと関わったりする。そのうちに彼に惹かれていくが、同時に恵まれながらも満たされない自分の境遇を疎むようになる。
終盤にはとうとう家出し、行く先々で騒動を起こした末にギスレムにて孤児院を営むクララと強引に入れ替わる。その後、孤児院の子供と出掛けた先で野盗に襲われて窮地に陥ったところでアレクに助けられる。自身の立場を弁えて屋敷に帰ることを告げるが、条件を満たしていた場合はクララの後押しを受け、アレクと一緒に行きたいという本音を吐露する。ここで受け入れれば正式に仲間になるが、その場合は当該イベントの仕事が失敗扱いになるため、一周目ではレジェンドハンターになれなくなる。続編『機神復活』での言によれば、アレクの仲間になる展開が正史である模様。
エンディングのムービーは彼女がいる場合といない場合の二種類が用意されている（仲間にしなかった場合でもエピローグには登場する）。
初期レベルは1だが、能力はバランス良く、状態異常を引き起こす特殊能力が得意。攻撃方法は「ゴージャスな指輪」を付けて行うビンタだが、キックも繰り出す（分類上は剣であり、反撃も可能）。正式加入以前は特定のギルド仕事でのみ戦闘に参加する。
特殊能力（ルビーレーザー、ダイヤモンドシャワー、プラチナプレッシャー、ジュエリーボックス）

### 前作からの登場人物
トッシュ・ヴァイア・モンジ
声 - 檜山修之
誕生日：8月12日 年齢：31歳 身長：181cm 体重：64kg 血液型:O型 瞳の色：ブラウン
南スラートのテスタを仕切る「トッシュ組」の親分。前作の戦いの後、宛てもなく旅をしていたが、たまたまテスタでならず者が街の水資源の生命線である「水の珠」を奪おうとしている現場に遭遇し、これを斬り伏せた。その強さにほれ込んだ住人たちの必死の頼みを受け、第二の故郷と定めてテスタを守っている。テスタの住民からは非常に信頼されており、アカデミー関係者からは実質的な水の球の所有者と考えられていたようで、謝礼と引き換えに水の球を譲るように要求されるが、激昂して追い返している。アカデミーに奪われた水の珠を取り返すイベントと特定のギルド仕事でパーティに加わる。武器は前々作および前作と同様、義父モンジより譲り受けた刀「紅蓮」。
初代『アークザラッド』から引き続き使える機会がある唯一のキャラである。
特殊能力（桜花雷爆斬、真空斬、紋次斬り、呪縛剣）

シュウ
声 - 池田秀一
誕生日：2月16日 年齢：28歳 身長：178cm 体重：62kg 血液型:AB型 瞳の色：ライトブルー
属性:風
前作で出会い、共に活躍したトッシュの盟友。アカデミーに雇われたハンターくずれのふりをしてアカデミーの内部事情を探っていた「ハンターを超えたハンター」。トッシュと入れ違いでパーティに加わり、ボス撃破まで使用可能。他にも特定のギルド仕事で一時的に加入する。武器は前作のラストダンジョンで購入可能だった銃「ディメンションガン」をシュウ自身が改良したもの。
特殊能力（盗む、マジックシールド、テンダリーショック、エアブラスト）

エルクコワラピュール（エルク）
声 - 折笠愛
誕生日：4月11日 年齢：18歳 身長：170cm 体重：59kg 血液型:B型 瞳の色：ディープパープル
属性:火
『アークザラッドII』の主人公。シュウと同じく「ハンターを超えたハンター」であり、シュウからの報告を受け単独でアカデミーの動きを探っていた。アカデミー本部にアレク一行とは別のルートで侵入し、フィアークリムゾンの爆発からアレクたちを救う。大災害時に起こった出来事をアレクたちに教え、空中城浮上後はアレクたちに闇黒の支配者の封印方法を探すための助言を行い、自身はヒエンの修理を行う。最終ダンジョンでパーティに加わるが、ラスボス戦では使用不可。
精霊たちが大災害後に眠りについたことでほぼ失われた精霊魔法を行使できる、数少ない一人。特に炎の民特有の凄まじい炎の力は今作でも健在であり、フィアークリムゾンの爆発を相殺したり闇黒の支配者を押し返すなど、ストーリー中でもその威力を発揮する。武器は前作のラストダンジョンで購入可能だった剣「ウエポン」が火の精霊の加護を受けた「フレイムウエポン」。
今作の3年後にあたる『機神復活』では再び主人公に返り咲く。
特殊能力（ファイヤーストーム、ストライクパワー、エクスプロージョン、マジックシールド）
※以下の人物はちょこを除いて重要なイベントには関わるが、パーティには参加しない。
シャンテ・ドゥ・ウ・オム
誕生日：3月14日、年齢：26歳、身長：170cm、体重：50kg、血液型：B型、出身地：アルディア
イティオの町で酒場「アルフレッド」を経営している。自身の店でも歌声を披露しており、本作では彼女の歌「MUSIC MAN」の一部分のみを聴くことができる。グルガとは現在も親交があり、彼の紹介で闘技場の受付嬢だった歌手志望のライアを自身の酒場に迎える。
なお、酒場「アルフレッド」という名前は、前作で死亡した彼女の弟の名前からとって、つけられたものである。

ポコ・ア・メルヴィル
誕生日：2月22日、年齢：19歳、身長：156cm、体重：79kg、血液型：B型、出身地：スメリア
大災害で傷ついた人々の心を音楽で癒すため、音楽家として世界各地を旅している。宿泊した宿屋の手違いでモンスターの卵の入ったトランクを渡されてしまい、気付かないまま海を渡った末に回収依頼を受けたアレクとルッツと出会う（後に宿屋を訪れると、そのトランクはアカデミーのものであったことが判明する）。その際に気合いラッパでアレクたちのパラメーターを少し上げてくれる。ストーリー後半でも、リーザの紹介でアレク一行に協力する。また、あるギルド仕事では、主題歌「WAY TO THE EARTH」の作中世界における作詞・作曲者であることが示唆されている。

リーザ・フローラ・メルノ
誕生日：9月8日、年齢：17歳、身長：156cm、体重：42kg、血液型：O型、出身地：フォーレス
『アークザラッドII』のヒロイン。
「シスター・リーザ」と呼ばれ、フォレスタモールにて牧場を開きモンスターたちと穏やかに暮らしている。「アタッカード」を使うこともできる。モンスターたちは躾が行き届いており、交流のあるベロニカの村民たちにもすっかり馴染んでいる。
モンスターと心を通わせる能力をアカデミーからは目を付けられていた様で、強制連行されそうになったことがあるが、パンディットが追い払ったため難を逃れている。
本作の時点では、エルクとの関係は前作から特に進展はない模様。

パンディット
フォレスタモールの牧場でリーザと共に暮らしているキラードッグのモンスター。
アカデミー関係者がリーザを強制連行した際には追い払い、町との間にある吊り橋に陣取って訪れる人間たちを問答無用で追い返す様になるが、アレクたちによって静められる。
一度はアレクたちが歯が立たない程の戦闘力を見せているが、同時に追い払うだけで危害を加えてはいない等、温厚な性格でベロニカの村でも村民たちからは大人しいモンスターとして大人気だった模様。
また、同族と接する機会が少ないため、元気がなくしてしまったため、パンディットのおもりを依頼されることもある。

チョブリン・グルタン・ゴー・ガラッハ・ドブラン・ダダ13世（チョンガラ）
誕生日：12月3日、年齢：49歳、身長：170cm、体重：88kg、血液型：O型、出身地：ダダ
大災害のショックで記憶喪失になり、前作以前のことは覚えていない。外見も別人のように痩せた姿になっている。南スラートのテスタの闇市で店を開いており、『II』のデータをコンバートすると消費アイテムをくれる。昔を思い出そうとしているかしていないのか微妙な態度で気ままに過ごしていたようだが、ストーリー終盤に重要な情報を握っている可能性が判明し、アレク一行に記憶を取り戻す薬の調達を依頼する。しかし結局薬は手に入らなかったため、マーシアの自然魔法でショックを与えるという荒療治である程度の記憶を取り戻した。本作の後はパンディラで「チョンガラカジノハウス」を開業する。

イーガ・ラマダギア
誕生日：5月11日、年齢：39歳、身長：188cm、体重：80kg、血液型：A型、出身地：グレイシーヌ
旧グレイシーヌのジハータ国のラマダ寺にて大僧正代理を務めている。周囲からは正式に大僧正に就任することを望まれているが、「代理」なのは、自分は未熟であると考えているため。

サニエレ・アルノ・ヘ・ドバッチ・ミルマ（サニア）
誕生日：10月31日、年齢：21歳、身長：165cm、体重：48kg、血液型：AB型、出身地：ミルマーナ
大災害で故郷のミルマーナが海中に没したため、ペイサスの町で占い師をしている。それは祖国を失った失意からだが、彼女の正体を知る少年ヨナン（前作に登場したロアンの息子）の説得によりミルマーナ再興を決意。1000年後の未来でも再興したミルマーナは存続している。

グルガ・ヴェイド・ブラキール
誕生日：4月23日、年齢：36歳、身長：202cm、体重：102kg、血液型：B型、出身地：ブラキア
パルトスの町にて、娘のエレナと二人で暮らしている。元武闘大会の王者ということで、未だ関係各所への影響力は強い。今作では親バカでコミカルな一面も見せており、エレナの恋人を男に脅迫されているかもしれないとギルドに早とちりした依頼を出してしまうことも。

ゴーゲン
誕生日：10月23日、年齢：不詳、身長：160cm、体重：47kg、血液型：O型、出身地：不明
大災害の後に姿を消し、行方不明。しかし箒に乗って飛ぶ姿が目撃されていたりもする。聖櫃に関して重要な役割を果たすが、若い娘であるマーシアに呼び掛けられると嬉しそうに応じたりとひょうきんな面は変わっていない。

ヂークベック
大災害でボディーを無くし、そのまま行方不明になった。そのため、今作では本体で登場する。当初は謎の飛行物体として発見され、墜落した後にアイテム協会への鑑定を依頼されたアレクたちの手に渡る。終盤、修理されて復活し、アレクたちの力になる。

ちょこ
声 - 吉田古奈美
誕生日：7月14日、年齢：不明、身長：142cm、体重：33kg、血液型：AB型、出身地：？？？
チョンガラの店を始めとする各地に置かれた召喚の壺の中にいる。ストーリーには関わらないが、話しかけると「ちょこと遊ぼっ!」がプレイ可能。前作で「かくせい」状態のデータをコンバートすると同ゲームでも真の姿を披露する。アイテム探しもその姿で行い、途中の演出も変化する（通常＝おにぎりを食べる。覚醒＝お祈りをする）。

アーク・エダ・リコルヌ
誕生日：8月23日、身長：175cm、体重：59kg、血液型：A型、出身地：スメリア・トウヴィル
『アークザラッド』の主人公。前作のラストで闇黒の支配者を封印したがその代償で命を落とした。現在はククルと共に精霊と一つになり、人間と精霊の架け橋となった二人は、新たな希望となるアレクたちに聖櫃を委ねる。今作以降の『機神復活』『精霊の黄昏』でも最終局面にてククルと共にそれぞれの主人公に力を貸す。

ククル・リル・ワイト
誕生日：6月26日、身長：167cm、体重：49kg、血液型：AB型、出身地：スメリア
『アークザラッド』のヒロイン。
聖母として勇者アークを支えたが、闇黒の支配者に取り込まれて命を落とした。大災害後は同じく霊体となったアークと共に生き残った人々に希望を与え、現在では精霊と一つになっている。

### アカデミー関係者
教授
誕生日：2月12日 年齢：28歳 身長：182cm 体重：74kg 血液型:B型
科学者集団「アカデミー」の創設者。本名ルートヴィヒ・K（ケネス）・カーロフ。
極めて独善的な気質の持ち主であり、自身の研究が瞬く間に世界を復興させると信じて疑わず、そのために手段を選ばず各地で様々な事件を引き起こした。遂には大災害の元凶である「超エネルギー」を「ロマリア王は制御できず大災害を起こしてしまったが、自分なら扱える」という自信から蘇らせようと目論み、アカデミーのテクノロジーで空中城の再浮上を成し遂げ、遂には「超エネルギー」の正体である闇黒の支配者を復活させてしまう。現れたのが純粋なエネルギーではなく、意志を持った邪悪な存在であったことで初めて自分の過ちに気付くも既に時は遅く、科学による世界の復興を目指した結果、その科学で再び災厄を解き放ったことで愕然とする。闇黒の支配者が再び暴れ出した際には我に返り、付近にあったシールドを使って足止めした。戦いの後はシャロンと共に罪を償うことを決意する。

シャロン・モニカ・レイン
誕生日：10月20日 年齢：26歳 身長：170cm 体重：50kg 血液型:A型 瞳の色：ブラウン
アカデミーの本部長を勤める女性科学者。ルッツが見惚れる美人であり、フォレスタモールで知り合ったアレクを気に掛けてくれるなど、アカデミー関係者では良識を持った人物。しかし教授とアカデミーの理念には心酔しており、復興に対する使命感が非常に強いこともあって、組織の非情な判断にも「世界のためには仕方ない」と従い続けている。
波動石の一件にて同僚のリシャルトが容赦無く殺害されたことで、教授とアカデミーへの信頼が揺らぐ。同時にアカデミービルの研究員たちに「超エネルギー」を再計算を行わせて、その危険性にも気付いたことで計画の見直しを進言するも拘束、空中城に拉致される。戦いの後は、教授に共に償っていくことを申し出た。

ガルド・バン・モルガン
声 - 大塚明夫
誕生日：3月26日 年齢：35歳 身長：197cm 体重：98kg 血液型:B型
アカデミー戦闘警備部門の統括者。戦闘ではシュウと渡り合えるほどの実力者。南スラートではテスタから強奪した水の珠を受け取るために飛行船で訪れるが、シュウに裏切られて再奪還されてしまったため、スラート支部長を置き去りにして撤退。次に教授の実験に同行したジハータで一度アレク一行と交戦するも、この時は足止めが目的で全力を出してはいなかった。
実は元々はハンターであり、「大災害」発生時に全市が炎上状態に陥っていたロマリア首都でアレクを助け出してくれたハンターその人であった。アレクはこの経験からハンターに強く憧れて、ハンターを目指すことを志したが、ガルドは「大災害」で人々がたくさん死んでいく中で、子供を一人しか助けることしかできなかった自分の無力を痛感。より強い力と人々を救済する手段を求めてアカデミーに加入、教授の計画に人類の復興を託すこととなった。アレクもガルドも相手の正体には長く気付いていなかったが、最終決戦では空中城で再びアレクと対峙。戦いの中で互いに真実に気付くも最期は敗北し、アレクの強さを認めて息を引き取った。
特殊能力（トリロジーブロウ、ワイルドシャウト、フリックシールド、ブレイクスライド、モールスクレイプ）

セヴィル・キース
声 - 石田彰
誕生日：11月19日 年齢：21歳 身長：178cm 体重：62kg 血液型:AB型
アカデミーの研究本部長。2本の剣が武器。世界の復興のためには手段を選ばず、テオの母に「息子を人質に取っている」と騙して改造モンスター「フィアークリムゾン」の開発を強制させた。計画の妨害をしたリシャルトを容赦無く斬殺し、テオの母がフィアークリムゾンに殺されたことをあざ笑うようにテオに告げるなど、冷酷非道な性格。一方で教授への忠義は篤く、最終決戦では死を覚悟の上で教授を守る最後の砦となり、アレク一行の、特に肉親を殺されたテオとヴェルハルトの前に立ちはだかる。敗北後は教授の計画の成功をすることを最後まで願いながら死亡した。
特殊能力（トリロジーブロウ、ディバイドブレード、ブレイクスライド、白影双刃、嵐舞・散華縫弁）

### 闇黒の支配者
闇黒の支配者
アカデミーが研究する「超エネルギー」の正体であり、その実態は「大災害」を引き起こした元凶にして、古に七勇者に封印された邪悪な人間王。前作のエンディングにてアークの命と引き換えに封印されたが、アカデミーの科学力によって復活する。前作では台詞上では「魔王」などとしか呼ばれなかったが、今作からは直接「闇黒の支配者」と呼ばれる。立ち塞がったエルクに重傷を負わせ、再び世界に災厄を齎すべく動き出すも教授とシャロンが起動させたシールド装置に阻まれ、エルクの炎を受けたことで後退。アレクたちに最後の戦いを挑まれる。
前作に続き、本作でもラストボスとなる。復活直後は前作の第一形態に近い姿だが、戦闘時は形態を大きく変えており、初戦時は眼球の付いた球体状の姿がフィールドを埋め尽くすほど現れる。これを全て倒すと巨大な目から、人型の上半身が歪に変形したような最終形態が出現する。特定の攻撃やアタッカード発動の際、戦闘後は前作の第二形態の姿になる。
特殊能力（モラル崩壊、禍根の渦、暗黒の閃光、混沌の衝動、終烽降臨）

## 用語
大災害
前作の終盤で発生した世界規模の災害。世界中で大地震・津波・大火災を同時多発的に巻き起こし、地殻変動で大陸の形すら大きく変動させてしまった。多くの国が巻き込まれて壊滅し、飛行船を飛ばす技術が失われるなど文明も後退、生活水準も地域によっては急激に低下した。警察等の治安組織も崩壊してしまったため、各地で犯罪が蔓延ったが、ハンターたちが人々のために奮戦したとされている。
少なくともこの災害でスメリア・ミルマーナは水没してしまい、ロマリアは空中城墜落により引き起こされた大爆発で首都が壊滅する程の被害を受けている。本作でもその影響で町の半分が水没した地域や廃墟と化した大都市なども描写されている。
『II』から分岐したパラレルワールドの『R』では3000年前の災厄と同じく「大崩壊」と呼ばれているが、多くの国家は被害を受けながらも国家体制は維持しているなど詳細も大きく異なる。

ハンター
報酬と引き換えに人々からの様々な依頼を引き受けたり、悪事を働いた「手配モンスター」を狩ることを生業とする者たち。前作では「金さえ貰えれば何でもやる荒くれ者」と描かれることが多かったが、大災害以降はその在り方が大きく変わり、荒廃した世界で生きる人々の力になったり、失われた治安組織や国家に代わって人々の安全と平和を守る存在となっている。そのため、ハンター志望者はギルドより登録試験を受け、実力と共に志も認められなければハンターになることはできない。

アカデミー
世界中に支部を持つ科学者集団。アカデミー総帥は「教授」と呼ばれる。本部ビルはラグナークにあり、その他にも北スラートの事務所、南スラートの墜落したロマリア巨大戦艦を利用した基地、アカデミー・パルテ支部、ラグナークのアカデミービル等の施設を有している。人類の復興を掲げ、旧ロマリアの遺産であるとされる「超エネルギー」を利用した復興計画を進めている。
人類社会を復興させたいという意志に偽りはないのだが、そのために有能な人材を拉致して強制的に働かせ、不要になった者や組織に懐疑的・反抗的な者は処刑する、テスタの住民が干上がってしまうことを承知で派遣した戦闘員に水の珠を強奪させるなど、かなり強引で独善的な一面がある。そのため、各協会本部やハンターギルドからは警戒されている。
組織内部は部門と役割による一種の階級制度が用いられており、部門序列は研究部門をトップに、次席に戦闘部門、それ以外の作業部門と決められている。
大災害で失われた高度な科学技術・知識を保持ないし再現しており、現在ではほぼ全てが破壊され利用不可能と言われていた飛行船を飛ばすことができるほか、旧ロマリアの機械兵器を流用したと思われる大型兵器等も複数保有している。

ロマリア戦艦
大災害時に現在のスラート地区に墜落し、南北を分断するほどの爪痕を残したロマリア軍の大型空中戦艦。大災害以前の超エネルギーの資料を多数残していることからアカデミーが電力復旧を行った上で基地として利用している。

超エネルギー
旧ロマリア首都に眠るとされる巨大な未知のエネルギー体。大災害直前までロマリアが研究していたとされており、大災害を生き残った研究者たちはこの超エネルギーが暴走した結果、大災害が引き起こされたと見なしている。
世界を復興させる手段として、アカデミーはこのエネルギー体を利用した人類再建計画のために世界中で暗躍しているが、当時世界最高水準の科学力を誇ったロマリアが扱いきれなかったことから再び災害の引き金になることを恐れて、利用に反対する者もいる。その正体はアークの命を賭けた行動によって封印された闇黒の支配者である。

水の珠
南スラートの都市テスタにある秘宝。無限に水が湧き出すという特徴を持つ宝物であり、テスタの街の生命線。一時アカデミーの手によって強奪されるが、アレクたちやシュウ、トッシュの活躍もあり、奪還される。
後にとあるギルド仕事にて、ベロニカ村には同系統の「風の珠」という秘宝が存在することが明らかになる。

自然魔法
『2』の大災害において精霊たちが眠りに付き、かつて存在していた精霊魔法はその殆どが失われてしまった。その後、文化の復興のために新たに体系付けられて誕生した新しい概念の魔法、及びそれを元として学問。精霊の力を直接行使できる精霊魔法と異なり、精霊が世界の復元を行うために少しずつ満たした自然中の力を更に副次的に引き出して行使する。

治水の書
自然界の気の流れを解明し、特に水を操る方法について書かれている書物。ラマダ寺が保管していたがティクバにより強奪され、水の球入手に失敗したアカデミーの代用作に利用されてしまう。

波動石
パルテで稀に発見されることがある古の時代の遺産。エネルギー体に共鳴を促して活性化させるという特徴がある。輝きの女神像に埋め込まれた波動石は発掘されたものでは最大の大きさであり、アカデミーが「超エネルギー計画」のために狙っている。

ホバークラフト
大災害以前に開発された大型の水陸両用船で、ギルド本部によってカリオテ洞窟の奥に格納されていた。岩礁や荒波を物ともせず移動でき、通常の船では到底到達できないラグナークへも海路で行くことができる。アカデミー本部へ向かう際、ギルドマスターよりアレクたちに託され、以降はアレクたちの移動手段となる。

ロマリア空中城
前作で最終決戦の舞台となったロマリア王の居城。本作では旧ロマリア首都であったラグナークの湖に眠っていたが、アカデミーの手で再起動し、再び浮上。今回も最終決戦の舞台となる。
ロマリア首都に墜落した際の爆発で、城の下部が半分近く喪失している。しかしそれでも魔力は健在で、浮上後は周囲には雷雲が立ち込めているため、並の飛行船では侵入は難しい。内部は墜落の衝撃であちこちが崩れているほか、アカデミーの機械が随所に設置されており、前作とは雰囲気が大きく異なっている。前作のような禍々しい妖気こそ薄れているものの、アカデミーの戦闘員や強力なモンスター、更にはループ構造の迷路が侵入者を阻む。決戦後はアレクたちが直接外に転送されたため、その後どうなったのかは不明だが地上に下された模様であり、1000年の後に三度浮上することになる。

ロマリア
前作で登場した国。大災害以前はロマリア王の世界支配の野望のために巨大戦艦の建造やキメラ研究機関、殉教者計画を推し進めた超大国。前作の決戦で国王が死亡し、空中城が墜落した衝撃で首都も壊滅状態となったため、国家としては既に滅亡している。作中では大災害の震源地、大災害の元凶とされている。
現在の旧ロマリア領域はラグナークと呼ばれ、ロマリア首都があった場所は巨大な湖となっている。

ヒエン
大災害以前にエルクが所有していた小型飛行船。前作では飛行船シルバーノアに収納されていたが空中城墜落の際に投げ出され、ラグナークの湖底に沈んでいた。湖が干上がった際にエルクに発見され、修理される。最終決戦時には雷雲と魔力の障壁を突破して空中城に辿り着いたものの機体は限界であり、エルクにワイヤーを切り離されて空中で爆発。その役目を終えたが、『機神復活』にて再び修理される。また、物語前半にはヒエンの元となったモンスター「飛炎」がカードとして登場し、アレクたちの移動手段に使われる。

聖櫃
かつて闇黒の支配者を封印した神の遺産。先の戦いで破壊されてしまったが、本作において「永遠の炎」「不変の氷」「久遠の大樹」「不滅の鋼」の4つの材料に加え、精霊の力を受けることで作り出すことが可能であると判明する。
本作のみ、「聖柩」ではなく「聖櫃」と記述される。本作で新たに作られた聖櫃は『精霊の黄昏』にも登場するが、表記は旧作同様の「聖柩」になっている。

## ワールドマップ
大災害により地殻変動が起きたため前作と大陸・地名が大幅に変わっている。
エテル島
最初の舞台となる島。世界地図では南東に位置している。大災害で故郷を失った人々が築いたサシャ村、比較的大きな町であるイティオが存在する。
比較的平和な島だが、村を襲う強盗団が出没する等、治安はあまり良くない。

フォレスタモール
緑豊かな国で、前作のフォーレスを連想させる喉かな国。治安も比較的安定しており、人々は穏やかに暮らしている。シスター・リーザの牧場と大地の裂け目がある。港町のリノは南半分が水没しており、水面から顔を出しているビルの屋上を港として利用している。また、山奥にはベロニカの村もある。

北スラート
非常に治安が悪い国で、この国の都市であるギスレムでは人心が酷く荒んでおり、詐欺・強盗・殺人が日常的に行われている。元々は高層ビルの立ち並ぶ大都会であったが、大災害以降、復興も行われず現在では廃墟の町と化している。また、アカデミーの事務所がある。自然は殆ど見られず、荒地や前時代の瓦礫が大地を覆いつくしている。この瓦礫から再利用可能な物資を発掘して生計を立てる人々も多く、協会本部もここにある。
ギスレム市内にはデンジャードームと呼ばれる建物があり、物品を賭けに一騎討ちを行うことができる。
最近では街の人々の中で行方不明者が続出している。

南スラート
北スラート南部にある国で、砂漠地帯だが北スラートよりは遥かに治安が良い。北側に砂漠の町テスタが、南側に歓楽街パンディラが存在し、北スラートとの境界にはスラートを南北に分断したロマリア巨大戦艦が墜落している。テスタの町では魔法のアイテム・水の球から無限に湧き出す水が生命線となっている。水の球は一時はならず者に狙われていた時期もあったが、現在ではトッシュ組に守られている。

ジハータ
前作に登場した旧グレイシーヌ。大災害では大火災に見舞われたが、他国に比べると被害は比較的少なかったため、引き続きペイサスの街とラマダ寺が登場する。魔法都市ルーサが新たに築かれている。
前作の旧グレイシーヌ時代ではリュウゲン国王を国家元首とした王政国家であったが、大災害以降の現ジハータの政治体制に関しては言及はない。また、かつては南側に軍事国家ミルマーナと国境を接していたが、本作では沈んでしまったため、海となっている。

パルテ
荒野の広がる国。世界地図では南西に位置している。唯一の町であるパルトスは大災害に遭ったとは思えないほどの大都市で、闘技場もここにある。南部にはアカデミーの支部が存在する。

ラグナーク
アカデミーの本拠地で、前作に登場した旧ロマリア。アカデミーが拠点としている都市と本部がある。それ以外には町は存在せず、おおよそ人間の住める場所とは言えないエリアが広がっている。かつてロマリアの大都市があった場所は巨大な湖となっている。
その他の前作の地域に関しては殆ど明らかになっていないが、ミルマーナやスメリアと言った島国は沈んでしまった。現在、スメリアのあった場所に残っているのはククルの神殿のみである（本編には登場しない）。

## 挿入歌・エンディングテーマ
- WAY TO THE EARTH
  - 歌：こばやしるみ
  - 作詞：朝永彼方
  - 作曲：安藤まさひろ
  - 編曲：大島ミチル
  - ドラム：則竹裕之
  - ベース：須藤満
  - エレキギター：大橋勇
  - ピアノ：松本圭司
  - オーケストラ：アーク交響管弦楽団

挿入歌としては日本語版、エンディングでは英語版が流れる。

## 関連商品

### 小説
- 小説アークザラッドIII 上 アークザラッド4 ハンター・アレク誕生（飯野文彦）
  1. 2000年4月21日、ISBN 4-7575-0227-3
- 小説アークザラッドIII 下 アークザラッド5 聖櫃ふたたび（飯野文彦）
  1. 2000年4月21日、ISBN 4-7575-0228-1

### CD関連
アークザラッドIII オリジナル・ゲームサウンドトラック
アークザラッドIII マーシアの決意
2000年4月21日エニックスより発売されたドラマCD。マーシア加入前後を題材に描かれたストーリー。
- キャスト
  - アレク：岩永哲哉
  - ルッツ：上田祐司
  - テオ：渕崎ゆり子
  - シェリル：西村ちなみ
  - マーシア：池澤春菜
  - ティクバ：緑川光
  - スバルバリ：石塚運昇
  - セヴィル：石田彰
  - 研究員：加瀬康之
  - ラマダ僧：大黒和広

- スタッフ
  - 脚本：萌月陽介
  - 音響監督：清水勝則
  - 効果：依田安文
  - 調整：成清量
  - イラスト：みずなともみ
  - デザイン：水野敏雄